# Donald MacRagnald
Pour les articles homonymes, voir Donald.
Donald Mac Ragnald (gaélique:Domhnall mac Raghnaill) (mort entre 1247 et 1269). Seigneur d'Islay et prétendant au titre de Roi des Îles vers 1210-1230.

## Biographie
Donald Mac Ragnald est le second fils de Ragnald et le petit-fils de Somerled
À la mort de son père, il hérite du cœur du patrimoine familial Islay et le Kintyre. De cette base, avec sa flotte, il contrôle une partie de la côte écossaise. Il agit comme un pirate et, allié avec Thomas de Galloway et sous la direction de son frère Ruaidhri Mac Raghnaill, il pille Derry en 1212/1214. Il semble ensuite s'être assagi avec le temps.
Il est possible que son autorité ait ensuite été battue en brèche par ses cousins Duncan et Dugald MacDougall qui contrôlaient avec leur flotte la mer d'Irlande dans le premier quart du XIIIe siècle. Après l'expédition de son cousin Uspak Haakon qui avait reçu le titre de « Roi des Hébrides » en 1230 de Håkon IV de Norvège roi de Norvège, il se trouve cantonné à son domaine initial.
Donald fait un pèlerinage à Rome et à son retour, il comble de donations l'Abbaye de Paisley. La date de sa mort demeure inconnue mais il semble avoir disparu seulement entre 1247 et 1269.
Bien que Donadl n'ait été qu'un personnage assez obscure de son vivant, il demeure célèbre car il est généralement considéré comme l'ancêtre éponyme du Clan MacDonald dont les membres Seigneur des Îles, après avoir absorbé par mariage le Clan MacRuari, imposeront ensuite leur pouvoir dans la région comme alliés ou en opposition avec le royaume d'Écosse.

## Postérité
Selon les généalogies du Book of Ballymote et du Book of Leccan, Donald est le père de :
1) par Laiblib inghen Cimair
- Eoin

2) Ne inghen mhic Cimisin (i.e : Macimie)
- Angus Mór MacDonald.
- Alasdair Mór (en) na caille ancêtre du clan MacAlister
- Murchaid (mort après 1263)

## Sources
- (en) Mike Ashley The Mammoth Book of British Kings & Queens Robinson (Londes 1998)  (ISBN 1841190969). « Donald (I) king of the Isles  » p. 434-435 et table généalogique no 26 p. 433.
- (en) A.A.M. Duncan & A.L. Brown Proceedings of the society, 1956-57. « Argyll and the Isles in the earlier Middle Ages » p. 192-220.
- (en) John L. Roberts  Lost Kingdoms Celtic Scotland and the Middle Ages Edinburgh University Press (Edinburgh 1997)  (ISBN 0748609105). p.  98 & 101 et table généalogique 5.2 p. 99.